# Euplexia leucostigma
Euplexia leucostigma là một loài bướm đêm trong họ Noctuidae.